# 秋田県道131号鳥海公園小滝線
秋田県道131号鳥海公園小滝線（あきたけんどう131ごう ちょうかいこうえんこたきせん）は、秋田県にかほ市を通る一般県道である。山形県道210号鳥海公園吹浦線とあわせて鳥海ブルーラインの愛称がある。

## 概要
秋田・山形県境で山形県道210号から直通し、鳥海山から北西方向のにかほ市象潟町方面へ下る道で、にかほ市象潟町小滝浜道で秋田県道58号象潟矢島線へ接続する。
県道58号を直進すると、日本海東北自動車道 象潟インターチェンジに接続する。
なお、鳥海山山頂は山形県側にあり、登山をする場合は鉾立ビジターセンターから県境を越えて登頂する。

### 路線データ
- 総延長 : 17.698 km[2]
- 実延長 : 17.698 km[2]
- 起点 : 秋田県にかほ市象潟町西中野字深山1番（山形県道210号鳥海公園吹浦線交点、山形県境）[3]北緯39度6分29.44秒 東経139度58分59.34秒
- 終点 : 秋田県にかほ市象潟町小滝浜道19番1（秋田県道58号象潟矢島線交点）[3]北緯39度11分23.94秒 東経139度56分40.38秒
- 未供用区間 : なし[2]

## 歴史
- 1970年（昭和45年）6月30日 - 秋田県道（有料道路・鳥海有料道路）に認定される[3]。
- 2001年（平成13年）4月 - 無料開放する。

## 路線状況

### 愛称
- 鳥海ブルーライン

### 冬期閉鎖区間
- 区間 : 山形県境 - にかほ市象潟町一の清水[4]
  - 期日 : 11月初旬 - 4月下旬[5]

### 交通不能区間
- なし[6]

## 地理

### 交差する道路
| 施設名         | 接続路線名                  | 備考 | 所在地                     |
| -------------- | --------------------------- | ---- | -------------------------- |
| 秋田・山形県境 | 山形県道210号鳥海公園吹浦線 | 起点 | にかほ市象潟町西中野字深山 |
|                | 秋田県道58号象潟矢島線      | 終点 | にかほ市象潟町小滝浜道     |

### 沿線の施設・名所
- 鳥海山
- 鉾立ビジターセンター
- 鉾立展望台
- 象潟病院
- 東北電力 小滝第一発電所
- 奈曽の白瀑谷
- 金峰神社